# Fittipaldi FD01
O FD01 foi o primeiro modelo da Copersucar na temporada de 1975 da Fórmula 1. Condutor: Wilson Fittipaldi Júnior.
O modelo original foi restaurado pela DANA em 2007.

## Resultados[1]
(legenda)
|      |      |                      |   |    |                   |     |     |     |     |     |     |     |     |     |     |     |     |     |     |    |          |  |  |  |  |  |
|      |      |                      |   |    |                   | ARG | BRA | RSA | ESP | MON | BEL | SWE | NED | FRA | GBR | GER | AUT | ITA | EUA |    |          |  |  |  |  |  |
| 1975 | FD01 | Ford Cosworth DFV V8 | G | 30 | Wilson Fittipaldi | Ret |     |     |     |     |     |     |     |     |     |     |     |     |     | 01 | NC (16º) |  |  |  |  |  |

↑1  Utilizou o FD02 nos GPs do Brasil até a Suécia e também o FD03 nos GPs da Holanda até os Estados Unidos por Wilson Fittipaldi Jr.. Na Itália, Arturo Merzario conduziu o FD03.